# Gianmarco Gambetta
Gianmarco Gambetta Sponza (Lima, 2 maggio 1991) è un calciatore peruviano, difensore dell'Alianza Lima.

## Carriera

### Club
Ha giocato nel campionato peruviano e argentino.

### Nazionale
Ha collezionato 1 presenze con la maglia della Nazionale.